# Pugo
Pugo ist eine philippinische Stadtgemeinde in der Provinz La Union. Im Jahre 2015 zählte sie 19.690 Einwohner. Das gesamte Gebiet ist sehr bergig.
Pugo ist in folgende 14 Baranggays aufgeteilt:
- Ambalite
- Ambangonan
- Cares
- Cuenca
- Duplas
- Maoasoas Norte
- Maoasoas Sur
- Palina
- Poblacion East
- San Luis
- Saytan
- Tavora East
- Tavora Proper
- Poblacion West